# Nuclotron

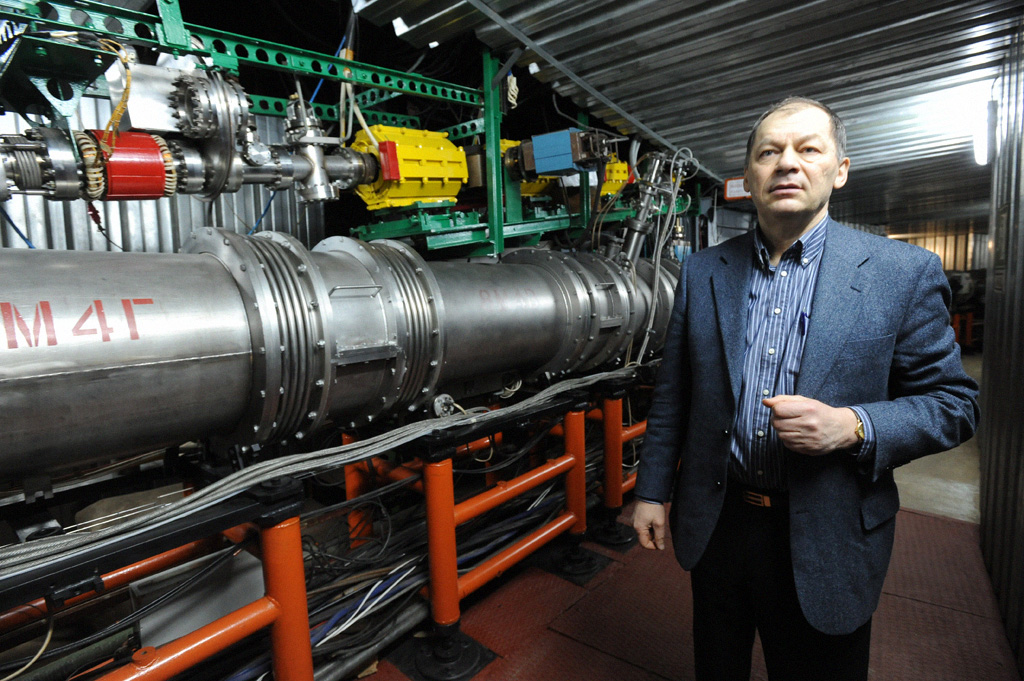

Nuclotron é o primeiro do mundo supercondutivo síncrotron, explorado pelo Instituto Central de Investigações Nucleares, em Dubna, Rússia. Este acelerador de partículas é baseado em um campo em forma miniatura  de ferro de supercondutores ímãs, e tem uma partícula de energia de até 7 GeV. Ele foi construído de 1987 a 1992 como parte do programa de modernização do synchrophasotron de Dubna (o anel Nuclotron  segue o perímetro externo da synchrophasotron anel). 5 corridas executadas por cerca de 1400 horas de duração total foram dadas 2018. Os mais importantes experimentos testados foi um novo tipo de sistema criomagnético, e dados obtidos em colisões nucleares usando destinos internos.